# إدوارد بلانكايرتإدوارد بلانكايرت
إدوارد بلانكايرتإدوارد بلانكايرت (بالفرنسية: Edward Planckaert)‏ (و. 1995  م) هو دراج بلجيكي، ولد في كورتريك.

## التصنيف
| السنة     | 2016 | 2017 | 2018 | 2019 | 2020 | 2021 | 2022 | 2023 | 2024 |
| --------- | ---- | ---- | ---- | ---- | ---- | ---- | ---- | ---- | ---- |
| عالمي     | 873  | 495  | 298  | 491  | 239  | 1033 | 2511 | 776  | 1065 |
| أوروبا    | 559  | 265  | 150  | 379  | 199  | 768  | 1535 | -    | -    |
|           |      |      |      |      |      |      |      |      |      |
| مصدر: UCI |      |      |      |      |      |      |      |      |      |

## سجل الفوز

### سباقات أو مراحل فاز بها
| التاريخ        | السباق                              | المركز                                           |
| -------------- | ----------------------------------- | ------------------------------------------------ |
| 17 أبريل 2016  | طواف لوار وشير 2016                 | الرابع في التصنيف العام                          |
| 29 مايو 2016   | Paris–Roubaix Espoirs 2016          | الخامس في التصنيف العام                          |
| 05 فبراير 2017 | نجم بسجس 2017                       | الثامن في تصنيف أفضل شاب                         |
| 18 مارس 2017   | لوار أتلانتيك الكلاسيكي 2017        | الرابع في التصنيف العام                          |
| 11 فبراير 2018 | طواف ألميريا 2018                   | التاسع في التصنيف العام                          |
| 20 مايو 2018   | جي بي مارسيل كينت 2018              | الرابع في التصنيف العام                          |
| 09 يونيو 2018  | 2018 Dwars door de Vlaamse Ardennen |                                                  |
| 16 يونيو 2018  | فيين روندت 2018                     | العاشر في التصنيف العام                          |
| 01 أغسطس 2018  | طواف فالوني 2018                    | السادس في تصنيف أفضل شاب، السادس في تصنيف النقاط |
| 10 فبراير 2019 | نجم بسجس 2019                       | الأول في تصنيف الجبال                            |
| 17 فبراير 2019 | طواف ألميريا 2019                   | السابع في التصنيف العام                          |